# Cesare Crispolti
Cesare Crispolti (Perugia, gennaio 1563 – Perugia, 21 aprile 1608) è stato uno storico, scrittore e poeta italiano.

## Biografia
Cesare Crispolti nacque a Perugia nel gennaio del 1563. Studiò retorica, poesia, grammatica, volgare, computo e musica al Seminario di Perugia e maturò una grande passione per i classici, sotto la guida dell'umanista Marco Antonio Bonciari. Canonico della cattedrale nel 1586, fu ordinato sacerdote nel 1588. Fu principe dell'Accademia degli Insensati con il nome di Affascinato e fu anche affiliato all'Accademia musicale perugina degli Unisoni; laureato in legge all'Università di Perugia, fu letterato, poeta e storico di fama. La sua opera maggiore è la Perugia Augusta, storia della città di Perugia pubblicata nel 1648, dieci anni dopo la sua scomparsa. L'opera, limitata ai primi due libri, venne continuata e stampata da un omonimo nipote Cesare Crispolti juniore, prete dell'Oratorio.
Cesare Crispolti fu sepolto all'interno della chiesa di San Filippo Neri a Perugia, nella Cappella della Purificazione, concessa prima alla famiglia Crispolti, poi alla famiglia Mandolini.